# Úsobí (zámek)
Zámek Úsobí stojí na břehu Panského rybníka, téměř v centru městyse Úsobí, u silnice II/348 od Chyšky na Herálec. V těsné blízkosti zámku protéká Úsobský potok. Od roku 1958 je chráněn jako kulturní památka České republiky.

## Historie
První písemná zmínka o Úsobí pochází z roku 1307. Tehdy získali zdejší panství od Rožmberků pražští biskupové a arcibiskupové. Vlastnili ho až do roku 1436, kdy ho získali Trčkové z Lípy. Ti drželi Úsobí po nejdelší dobu, téměř 170 let (1436–1601). 
Podle některých pramenů byla v polovině 16. století na soutoku dvou potoků postavena jako první panské sídlo vodní tvrz. První zmínka o panském sídle v Úsobí, patrně tvrzi, však pochází až z roku 1622, kdy už panství dvě desítky let vlastnili Štubíkové z Königsteina. Ti ho prodali v roce 1628 a během dalších 100 let se zde vystřídalo několik majitelů, aniž by zanechali výraznější stopu.
Ve 2. polovině 18. století byla tvrz přestavěna do podoby pozdně barokního zámku. Tehdy, v roce 1751, panství koupil František Jošt (Jodok), svobodný pán Göldin z Tiefenau, otec 15 dětí. Podle některých pramenů právě on provedl přestavbu panského sídla na pozdně barokní zámek. V r. 1757 nechal v severovýchodním křídle zámku postavit kapli Panny Marie Pomocné, sv. Floriána a sv. Donáta. Syn majitele však panství dovedl ke krachu, a tak ho v roce 1785 v dražbě koupil Martin Leopold Fučikovský z Grünhofu. Za něj prošlo Úsobí prudkým rozvojem. Okolo roku 1830 prošel zámek empírovou přestavbou. Ta se dotkla i zámecké kaple. V době empírových úprav došlo v přilehlém zámeckém parku k výstavbě oranžerie.
Od roku 1903 vlastnili zámek manželé Ludvík a Jenny (Johanna) Wesselá, což byla dcera průmyslníka Emila Škody. Rodina Wesselých nakonec roku 1935 zámek prodala Robertu Stanglerovi, majiteli nedalekého zámku ve Věži. Stangler však zaplatil jen malou část kupní ceny. Většinu zaplatil Dr. Ing. Antonín Imlauf, který chtěl na zámku strávit důchod. Již od následujícího roku však byly vztahy obou mužů složité, protože Stangler neplnil své závazky a žádal Imlaufa o ústupky ze smlouvy a další půjčky. V roce 1947 Stangler zemřel, ale ještě než došlo k vypořádání dědictví, byl zámek v roce 1948 zestátněn. 
Poté sem byla z havlíčkobrodské nemocnice umístěna léčebna dlouhodobě nemocných. V následujících letech zámek chátral. V roce 1992 byl vrácen v restituci potomkům Roberta Stanglera. O rok později ho prodali firmě z Třebíče, která nedokázala realizovat své záměry a zkrachovala. Šest let pak zámek zůstal bez využití a otevřený vandalům. V roce 1999 jej v dražbě zakoupil současný majitel, který provedl jeho generální rekonstrukci. 

## Zajímavosti
- Je zde umístěna Turistická známka No. 1989 – Zámek Úsobí[3].